# Exetastes carinatus
Exetastes carinatus là một loài tò vò trong họ Ichneumonidae.